# Idioma jotanés

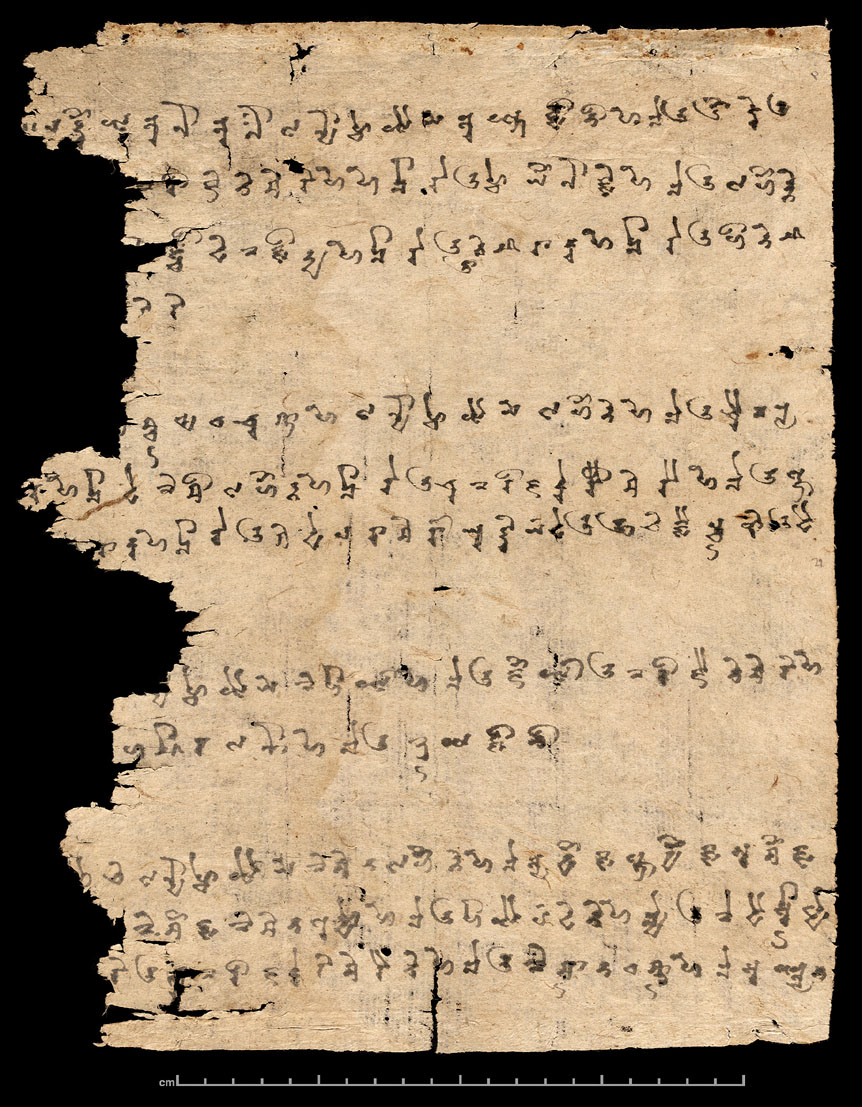
Zodíaco de los animales escrito en jotanés BLI6 OR11252 1R2 1

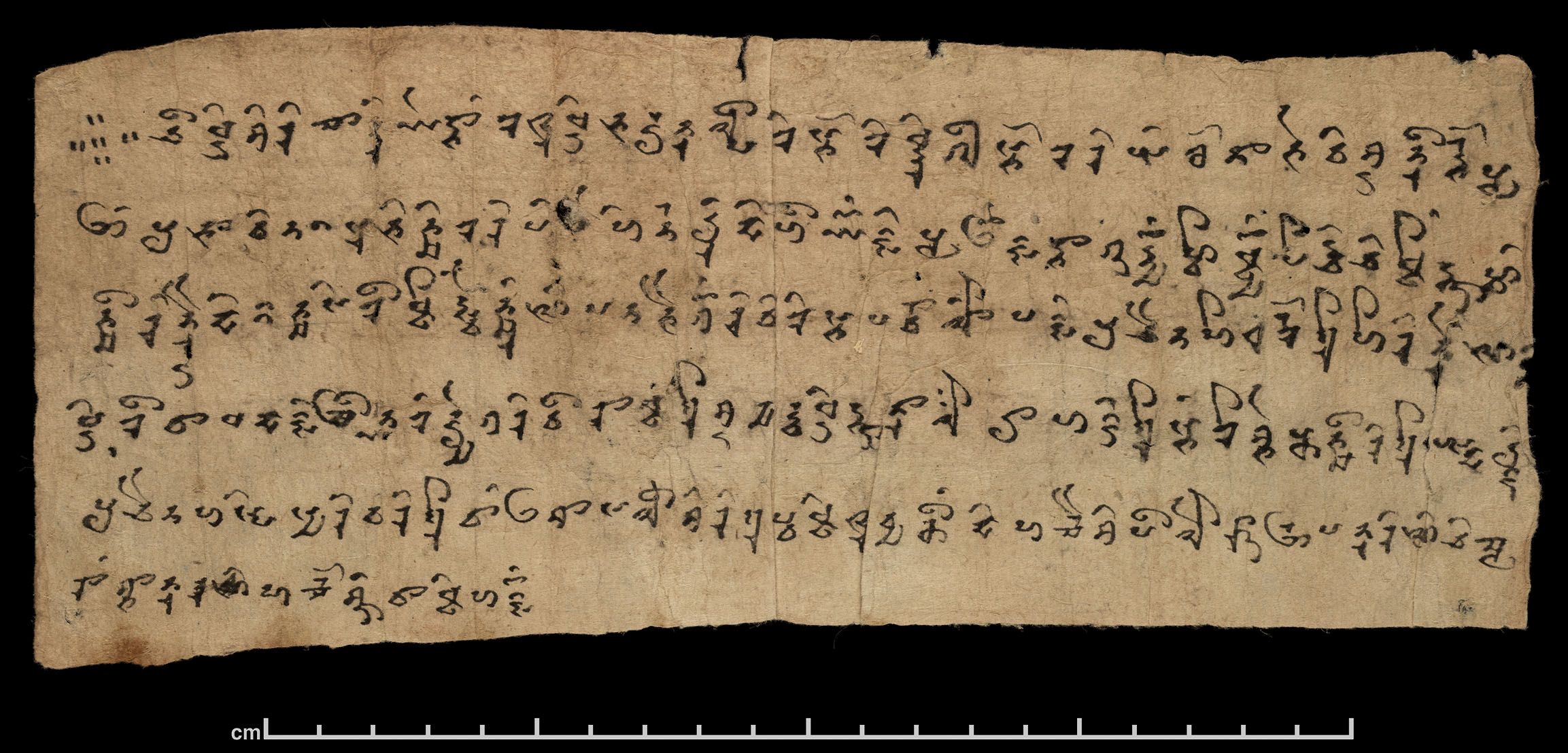
Versos jotaneses BLE4 IOLKHOT50 4R1 1

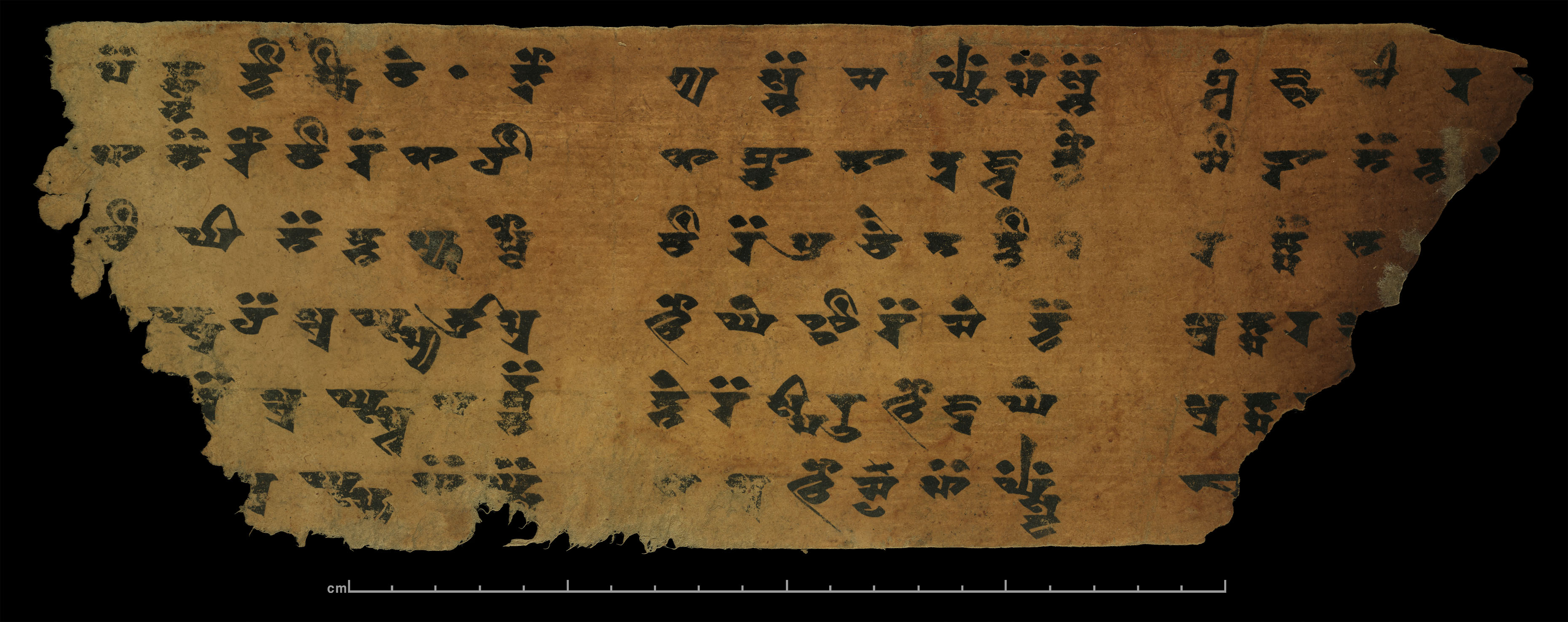
Libro de Zambasta BLX3542 OR9614 5R1 1

El jotanés fue una lengua hablada en el reino budista de Jotán hacia el siglo VIII. Es una de las lenguas indoeuropeas de la familia indo-aria, concretamente de la rama iránica, y se calcula que se extinguió desde el año 1000. Se conoce por manuscritos religiosos encontrados en la zona de Sinkiang.
Los documentos en madera y papel se escribían en escritura brahmi modificada con la adición de caracteres adicionales a lo largo del tiempo y conjunciones inusuales como la y para la z. Los documentos datan del siglo IV al XI. El tumshuqés era más arcaico que el jotanés, pero es mucho menos conocido porque aparece en menos manuscritos en comparación con el jotanés. Se cree que el dialecto jotanés comparte rasgos con los modernos wají y el pastún. Saka era conocido como "Hvatanai" en documentos contemporáneos. Muchos términos prácritos fueron tomados prestados del jotanés a las lenguas tocarias.

## Historia
Los dos dialectos conocidos de Saka están asociados a un movimiento de los escitas. No se registra ninguna invasión de la región en los registros chinos y una teoría es que dos tribus de los saka, que hablaban los dos dialectos, se asentaron en la región en torno al año 200 a. C. antes de que comenzaran los relatos chinos.
El dialecto jotanés está atestiguado en textos entre los siglos VII y X, aunque algunos fragmentos están datados en los siglos V y VI. El material del dialecto tumesco, mucho más limitado, no puede datarse con precisión, pero se cree que la mayor parte data de finales del siglo VII o del VIII.
La lengua saka se extinguió después de que los musulmanes turcos invasores conquistaran el Reino de Jotán en la islamización y turquización de Sinkiang.
En el siglo XI, se observó por Mahmud al-Kashgari que la gente de Jotán todavía tenía su propia lengua y escritura y no conocía bien el turco. Según Kashgari algunas lenguas no turcas como el kanchaki y el sogdiano todavía se utilizaban en algunas zonas. Se cree que el grupo lingüístico Saka era al que pertenecía Kanchaki. Se cree que la cuenca del Tarim se turquizó lingüísticamente a finales del siglo XI.

## Otras lecturas
- «"Prothetic H-" in Khotanese and the Reconstruction of Proto-Iranic». Martin Kümmel (en inglés). Script and Reconstruction in Linguistic History―Univerzita Karlova v Praze, March 2020.